# Панкасила (политика)
Панкасила (Indonesian:  ( слушај) је званична државна, темељна филозофска теорија Индонезије. Име је направљено од две речи које су изворно изведене из санскрита: „панца“ („пет“) и „сила“ („принципи“).
Састоји се од пет принципа:
1. Ketuhanan yang Maha Esa (Једно божанство)
2. Kemanusiaan yang adil dan beradab (Праведно и цивилизовано човечанство)
3. Persatuan Indonesia (Јединство Индонезије)
4. Kerakyatan yang dipimpin oleh hikmat kebijaksanaan dalam permusyawaratan/perwakilan (Демократија вођена унутрашњом мудрошћу у једногласности која проистиче из разматрања међу представницима)
5. Keadilan sosial bagi seluruh rakyat Indonesia (Социјална правда за све људе Индонезије)

## Формулација
Последњег дана прве сесије, индонежански националиста Сукарно одржао је говор, који је касније постао познат као „Рођења Панкасиле“, у којем је изнео пет принципа за које је предложио да формирају филозофску основу независног Индонезије. Његова оригинална формулација је била:
1. Kebangsaan Indonesia: Индонежански патриотизам; укључивање свих људи који живе у Индонезији
2. Internasionalisme: Интернационализам који наглашава правду и врлину хуманости
3. Musyawarah Mufakat: Делиберативни консензус који наглашава облик представничке демократије у којој је етничка доминација одсутна и сваки члан вијећа има једнаку моћ гласа
4. Kesejahteraan Sosial: Социјално благостање засновано на теорији социјалне државе и наглашавајући популарни социјализам
5. Ketuhanan yang Maha Esa: Божанство које је крајње јединство (формулација за коју се може сматрати да имплицира и монотеизам или пантеизам, чиме се оставља простор за све главне религије Индонезије).

Сукарно је у свом говору одбацио Панча Дарму као име, рекавши да „дарма“ значи „обавеза“, али да он предлаже принципе. Даље је рекао да му се допада симболично значење „пет" јер постоји пет стубова ислама, пет прстију на руци и пет чула. Начела је назвао Панкасила.

## Критика
Међународна хуманистичка и етичка унија (ИХЕУ), атеистичка група, критиковала је прву силу јер не укључује право на атеизам, односно одбацивање теистичког веровања. ИХЕУ је тврдио да то омогућава културу репресије против атеиста и да, све док индонежански закон признаје само религије будизма, конфуцијанизма, хиндуизма, ислама, протестаната и католичког хришћанства, људе који се нису идентификовали ни са једним од њих, укључујући атеисте, би „наставио да доживљава званичну дискриминацију“.
Критика Панкасиле је забрањена кривичним законом јер грб Индонезије укључује Панцасила. Према члану 68, за такву клевету предвиђена је казна до пет година затвора или пола милијарде рупија. У 2018. години, контроверзни вођа Исламског фронта бранилаца Мухамед Ризиек Шихаб оптужен је по члану 154а и 320 Кривичног закона за увреду државне идеологије и клевету. Оптужбе су касније одбачене.